# Kār Kam
Kār Kam (persiska: كار كم) är en ort i Iran.   Den ligger i provinsen Mazandaran, i den norra delen av landet, 220 km öster om huvudstaden Teheran. Kār Kam ligger 698 meter över havet och antalet invånare är 344.
Terrängen runt Kār Kam är kuperad. Runt Kār Kam är det ganska tätbefolkat, med 72 invånare per kvadratkilometer. Närmaste större samhälle är Behshahr, 13,9 km norr om Kār Kam. Trakten runt Kār Kam består till största delen av jordbruksmark.